# Moseniella
Moseniella là một chi rêu trong họ Splachnaceae.